# Дьюпивогюр
Дьюпивогюр (исл. Djúpivogur, исландское произношение: [ˈtjuːpɪˌvɔːɣʏr̥]) — небольшой город на востоке Исландии в регионе Эйстюрланд. С 14 октября 2020 года входит в общину Мулатинг, до этого город входит в состав ныне упраздненной сельской общины Дьюпавогсхреппюр исл. Djúpavogshreppur).
Город Дьюпивогюр расположен на полуострове Буландснес между Берю-фьордом и Хамарс-фьордом. Примерно 900 м к западу от города находится произведение искусства под названием «Eggin í Gleðivík» (Яйца Весёлого Залива) скульптора Сигюрдюра Гвюдмюндссона. Работа является копией яиц 34 гнездящихся птиц в этом районе и была установлена летом 2009 года.

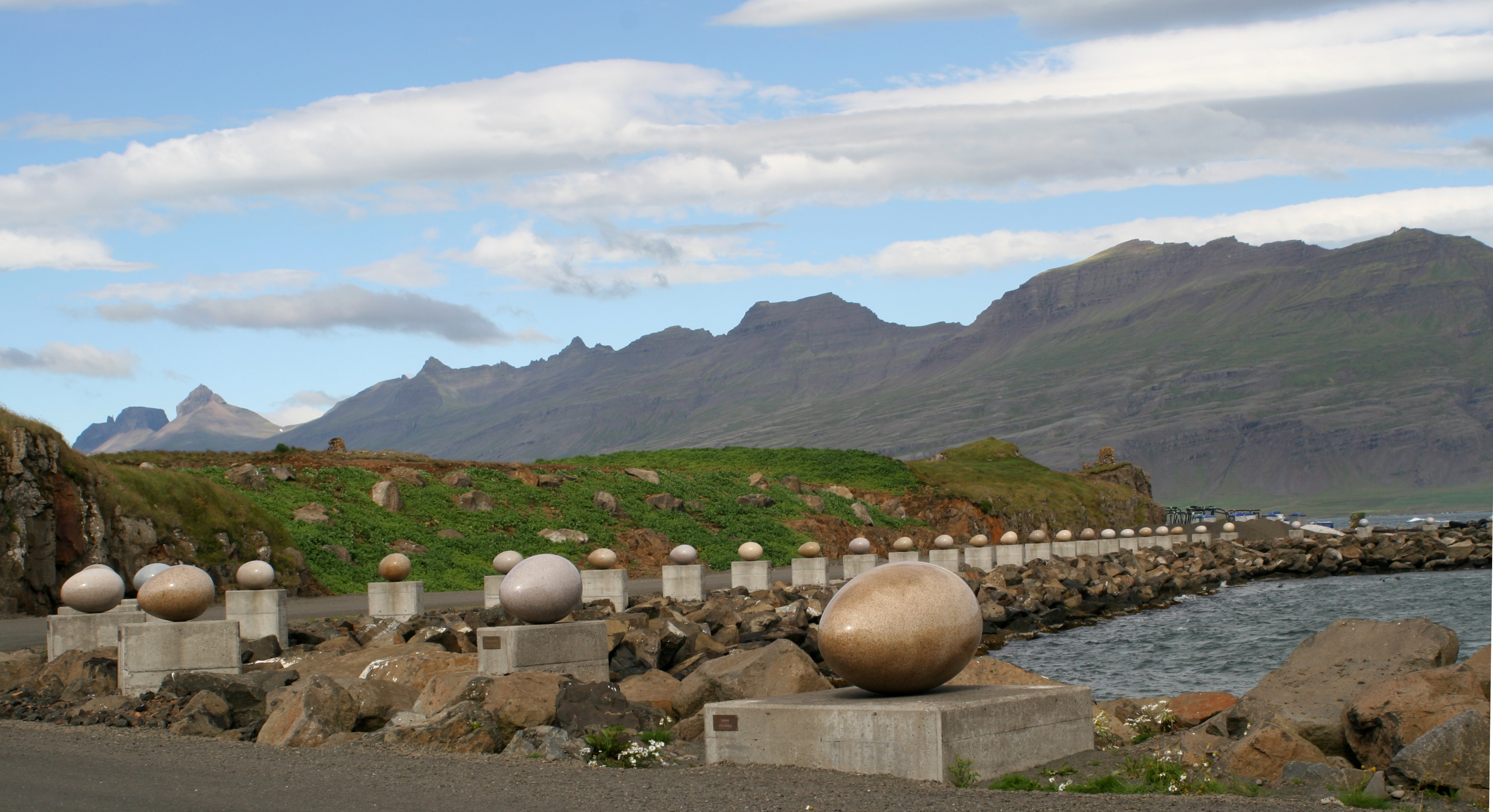
Скульптура «Яйца в Веселом заливе».

В Дьюпивогюре находится Лаунгабуд, одно из старейших коммерческих зданий Исландии. Южная часть здания была построена ещё в 1790 году, но нынешний вид здание приобрело только после постройки северной части в 1850 году. Лангабуд служил многим целям, будучи складом и бойней. Сегодня здесь находятся кафе, музей местного наследия и выставка исландского скульптора Рикардюра Йоунссона, уроженца деревни.

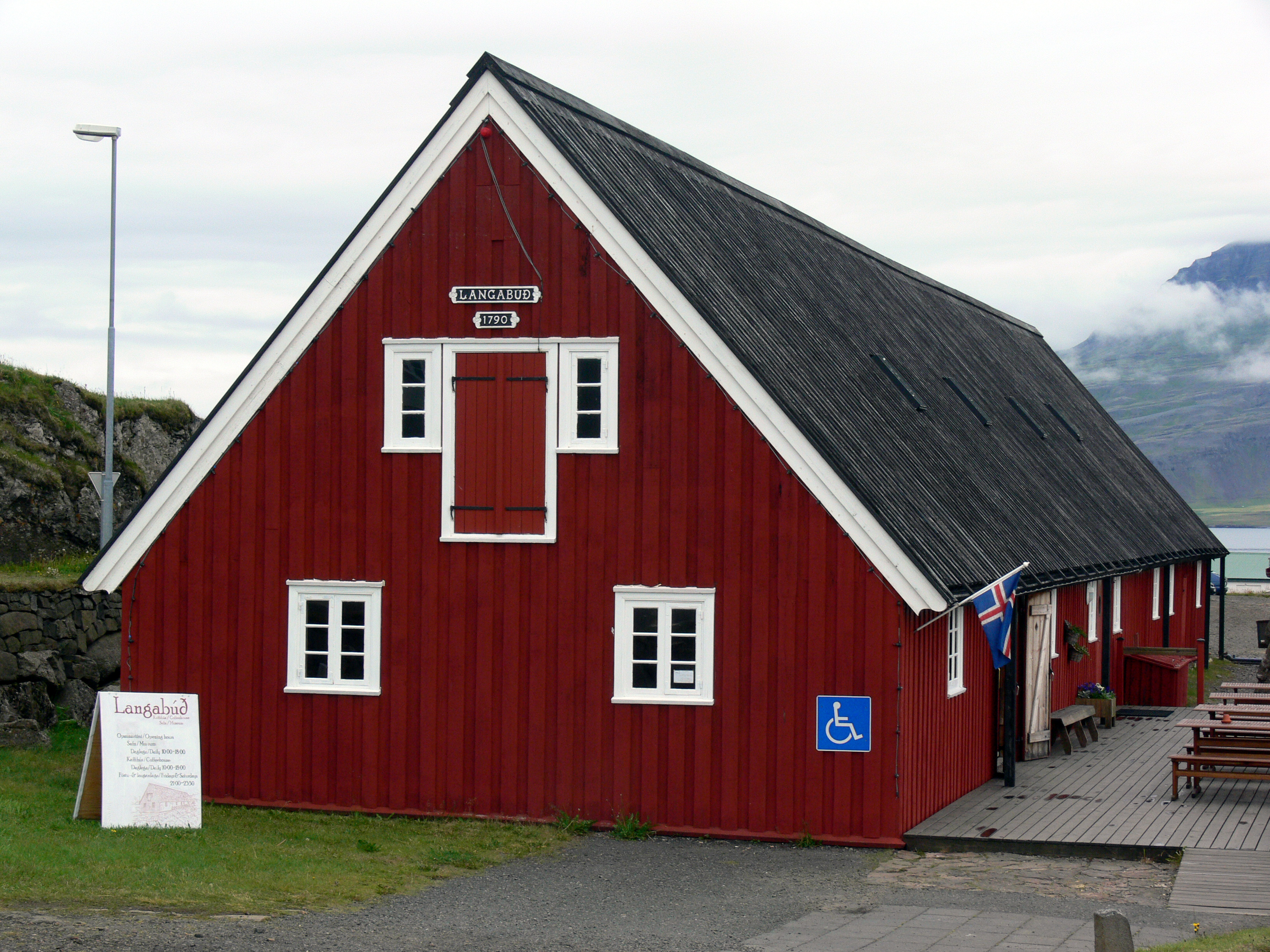
Лангабуд — исторический магазин, которым в начале 19 в. владел Ханс Йонатан.

## Климат
Дьюпивогюр имеет холодный тундровый климат (Кёппен: ET). Примерно в 5 км к западу от Дьюпивогюра находится Тейгарходн ферма на берегу Беруфьордюра, где наблюдения за погодой ведутся с 1874 года Это одна из старейших метеостанций в стране, которая является рекордсменом по самой высокой температуре, когда-либо зарегистрированной в Исландии, 30.5 °C (87 °F), отмеченной 22 июня 1939 г. Также утверждается, что Тейгарходн достиг 36.0 °C (97 °F) в сентябре 1940 г., но этот показатель не признан Исландским метеорологическим бюро. Температура выше 30 °C (86 °F) очень редка в Исландии, это происходило всего 5 раз с момента начала наблюдения за погодой в Исландии в 19 веке. Тейгархорн отличается холодным тундровым климатом (Кеппен: ET), потому что в нём ни в одном месяце не наблюдалась средняя температура выше 10 °C (50 °F), но зимние температуры — мягкие для холодного тундрового климата и, таким образом, скорее напоминают мягкий тундровый климат или субполярный океанический климат (Cfc), обычно наблюдаемый в прибрежной Исландии.

## История
К началу девятнадцатого века Дьюупивоугюр был «крошечным портом с датской колониальной торговой базой». Ханс Йонатан, который был рабом в Копенгагене, сбежал оттуда и стал одним из первых небелых жителей Исландии.

## Культура
Дьюпивогюр является первым и единственным медленным городом в Исландии. Цели движения Cittaslow («медленный город») включают улучшение качества жизни в городах за счет замедления её общего темпа, особенно в отношении использования городских пространств и потока жизни и движения через них. «Читтаслоу» является частью культурной тенденции, известной как медленное движение.